# موش کور
موش کور یا در فارسی افغانستان و تاجیکستان کورموش پستانداری از خانوادهٔ Soricomorpha است. موش‌های کور عموماً در زیر زمین لانه می‌کنند، هر چند برخی از گونه‌ها نیمه آبزی هستند. موش کور چشم‌های کوچک یا پوشانده شده دارد و احتمالاً هنوز هم می‌تواند شب را از روز تشخیص دهد اما فرای این کور هستند.
موش کور جانوری است که در اغلب کشورها وجود دارد؛ ولی با این همه نمی‌توان آن را مشاهده کرد؛ زیرا بیشتر زندگی خود را در زیر زمین می‌گذراند. فقط بعضی مواقع در باغ‌ها و مزارع، تپه کوچکی از خاک دیده می‌شود که پشت بام لانه موش کور است و در زیر آن موش کور در تاریکی مطلق زندگی می‌کند. موش کور، حیوان کوچکی است که به ندرت طول آن بلندتر از ۱۵ سانتی‌متر می‌شود.
بدن این جانور از کرک بسیار نرم موشی رنگ پوشیده شده‌است و دم صورتی رنگ آن فقط ۲ یا ۳ سانتی‌متر طول دارد. موش کور گردن ندارد و گوش‌های کوچک آن در زیر کرک پنهان شده‌اند. البته موش کور چشم دارد؛ ولی چشمهایش به اندازه نوک یک سنجاق هستند و با کرک پوشیده شده‌اند. به همین دلیل است که مدت زمان نسبتاً زیادی همه خیال می‌کردند که موش کور واقعاً کور است. در حالی که موش کور بیناست؛ اما ضعیف می‌بیند. ولی هرگز نمی‌توان به آن کور گفت.
اگر کسی یک موش کور را بگیرد و روی زمین قرار دهد، ملاحظه می‌کند، که فوراً به طرف محلی که خاک نرم داشته باشد می‌دود و بلافاصله شروع به کندن می‌کند. موش کور در کندن زمین سرعت و مهارت زیادی دارد؛ زیرا پاهای جلویش خیلی قوی هستند و شکل بیلهای کوچک را دارند. و بالاخره موش کور در مدت فقط چند دقیقه زمین را می‌کند و در آن ناپدید می‌گردد. برای آنکه تجسمی از سرعت موش کور داشته باشید، کافی است که بگوییم این جانور کوچک در طی یک شب می‌تواند ۷۰ متر تونل حفر کند.
لانه موشهای کور، معمولاً به صورت یک تپه دیده می‌شود. در داخل این تپه، دو تونل گرد وجود دارد که یکی بالای دیگری کنده شده‌است و چند تونل عمودی نیز آن‌ها را به هم مربوط می‌سازد تا موش‌های کور بتوانند در تمام جهات حرکت کنند.

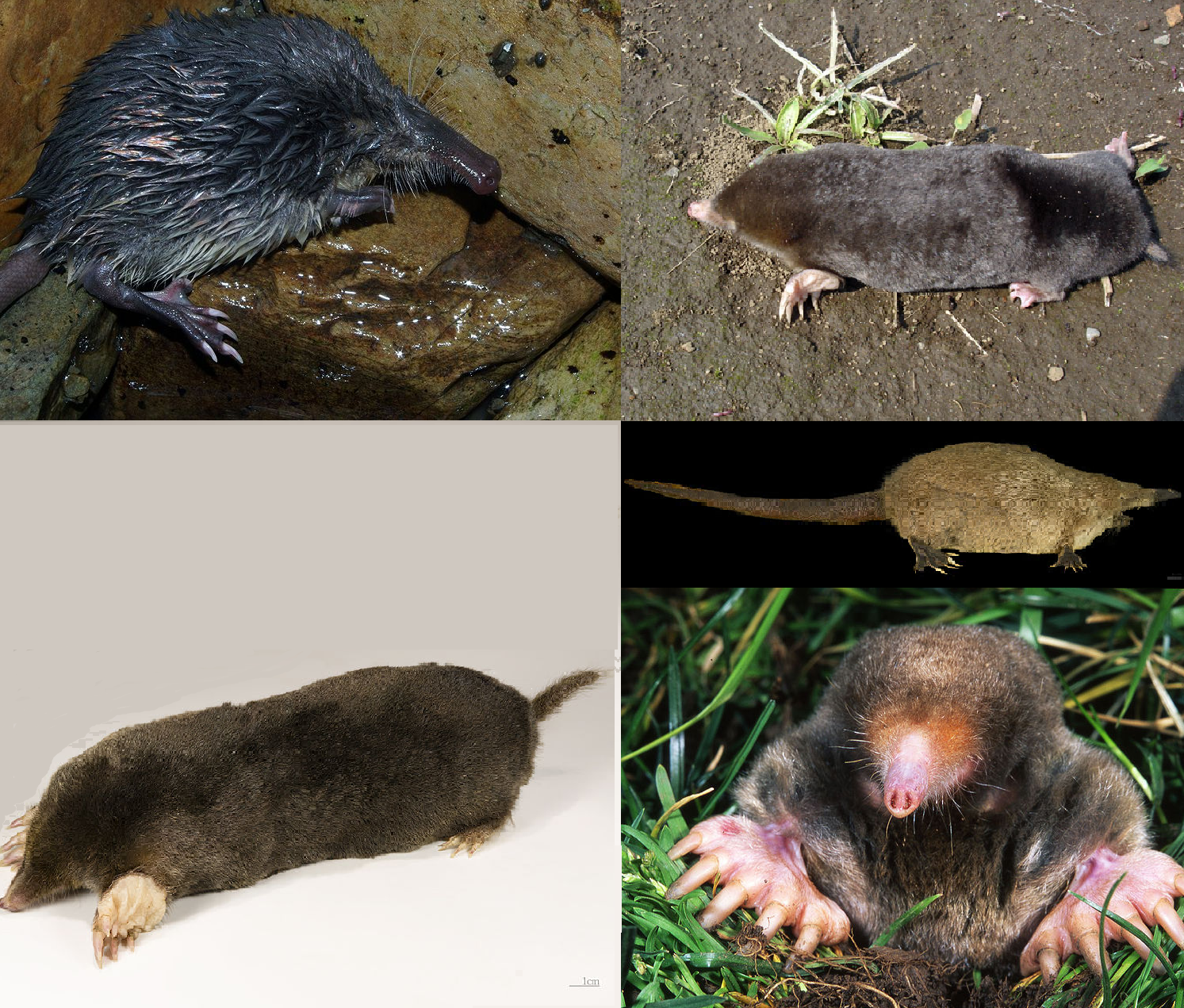
انواع موش‌های کور

موش کورها دارای بدنی استوانه ای، گردنی کوتاه، چشم‌ها و گوش‌های خیلی کوچک که معمولاً با خز بدنشان پوشانده شده‌است و مخفی است، پاهای جلویی بزرگ و پرقدرت است و ساختاری شبیه بیل حفاری دارد و دارای پنج انگشت بعلاوهٔ یک شبه انگشت شصت اضافی است، پاهای عقب کوچک‌تر، پوزه بسیار باریک و سوراخ‌های بینی در سطح بالایی پوزه قرار دارند، پوزه و پاها تقریباً بدون مو و به رنگ روشن (تقریباً سفید مایل به صورتی است.
بدن آن‌ها از خز خیلی کوتاه و بسیار نرم مخملی پوشیده شده‌است، خز مخملی نرم به هر جهت راحت می‌خوابد و باعث می‌شود که موش کور به صورت راحت و روان در تونل‌ها به جلو و عقب حرکت کند. رنگ خز آنها به‌طور معمول از قهوه‌ای روشن تا خاکستری تیره یا سیاه روشن است.

## اندازه و وزن

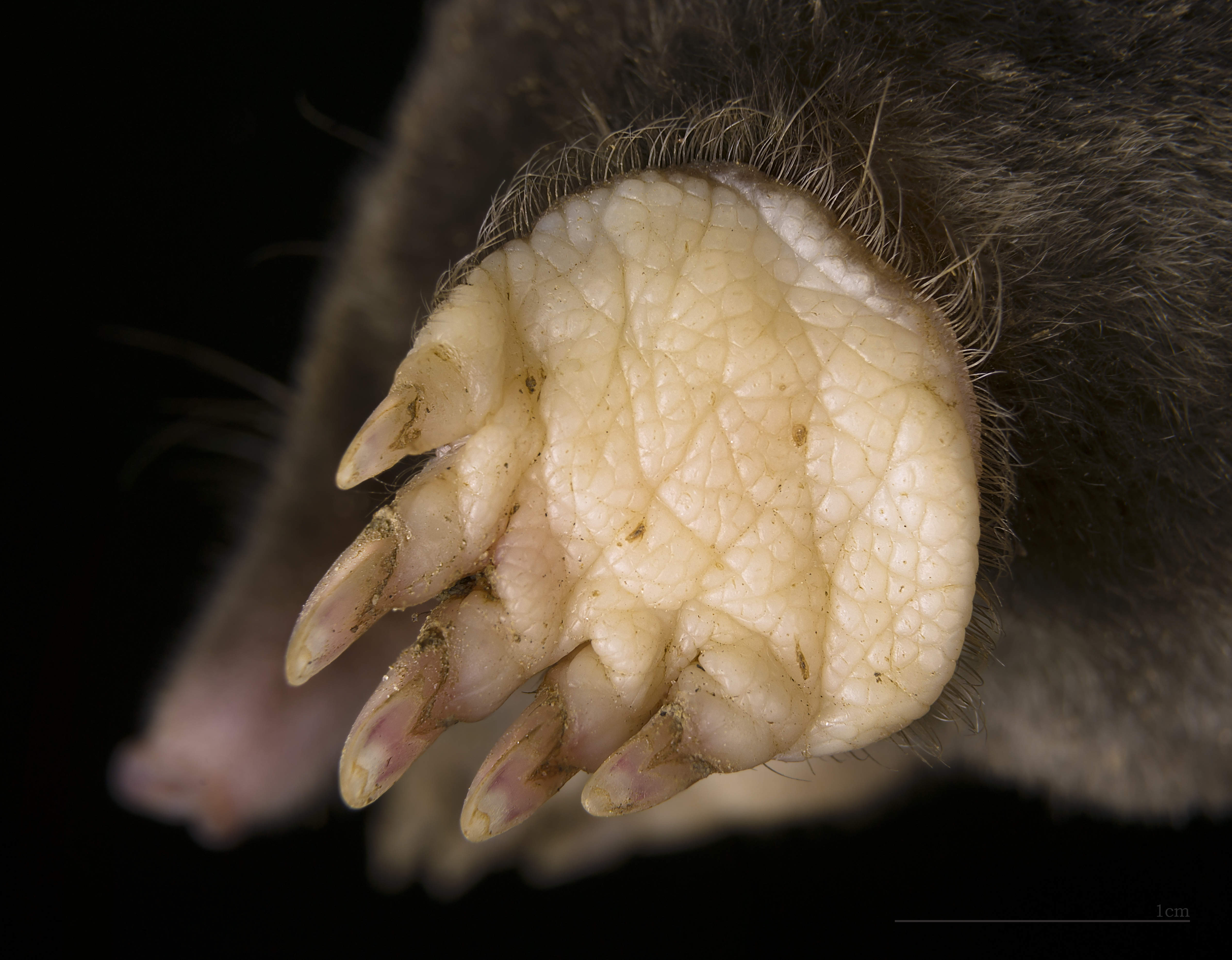
پنجه موش کور

موش کورها کوچک هستند، در بیشتر گونه‌ها بدن آن‌ها بدون دم حدود ۱۱ تا ۱۶ سانتی‌متر است و وزن شان بین ۷۲ تا ۱۲۸ گرم است.
موش کور آمریکایی(ٰNeurotrichus gibbsii) کوچک‌ترین گونه موش کور است و طول بدنش بدون دم حدود ۱۰ سانتی‌متر است و موش کور روسی (Desmana moschata)بزرگ‌ترین گونه موش کور است و طول آن بدون دم بین ۱۷ تا ۲۰ سانتی‌متر است و وزن آن بین ۴۰۰ تا ۵۲۰ گرم است.

## طول عمر

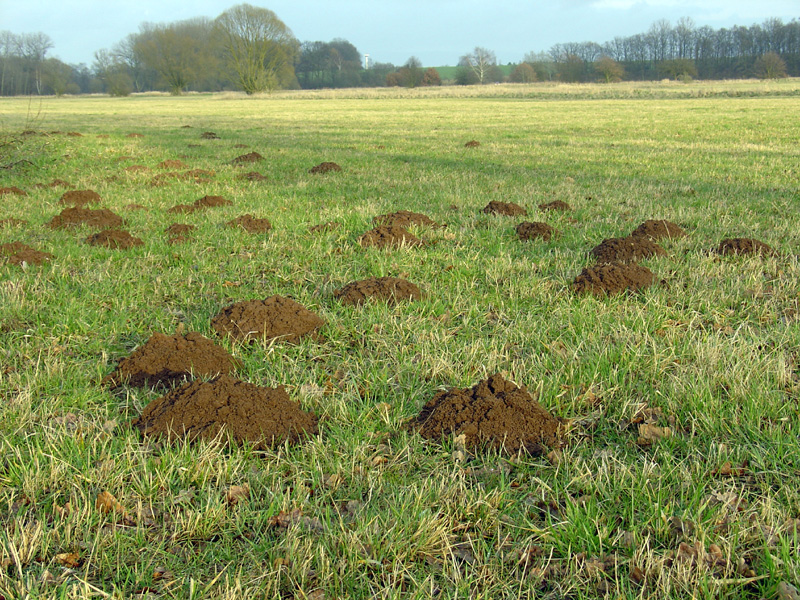
تپه‌های موش کور

طول عمر بیشتر موش کورها کمتر از ۳ سال است، اما می‌توانند تا ۶ سال عمر کنند. شکارچیان اصلی آن‌ها جغدها، روباه‌ها، گربه‌ها، موش‌ها، راسوها، گورکن‌ها و سگ‌ها هستند، بعضی از آن‌ها بر اثر تصادف با خودروها کشته می‌شوند.
و همچنین انسان‌های زیادی آنها را به عنوان آفات کشاورزی از بین می‌برند.

## تغذیه
موش کورها حشره‌خوار و گوشت‌خوار هستند و گیاه‌خوار نیستند، آنها جانورانی کاملاً زیرزمینی هستند و از جانوران بی‌مهره کوچک که در زیرزمین زندگی می‌کنند مانند کرمهای خاکی، هزارپا، مورچه، حلزون، سوسک و حشرات تغذیه می‌کنند، و ممکن است گاهی موش‌های کوچک را در ورودی سوراخ خود صید کند.
از آنجا که بزاق موش کورها سمی است و می‌تواند کرم‌های خاکی را فلج کند، موش کورها قادرند طعمه‌های هنوز زنده ای که فلج شده‌اند را برای مصرف بعدی در گنجه‌ها و انبارهای غذایی زیرزمینی خود ذخیره کنند. آنها انبارهای غذایی زیرزمینی را فقط برای این منظور می‌سازند. محققان انبارهای زیر زمینی را کشف کرده‌اند که بیش از هزار کرم خاکی در آنها وجود داشت.

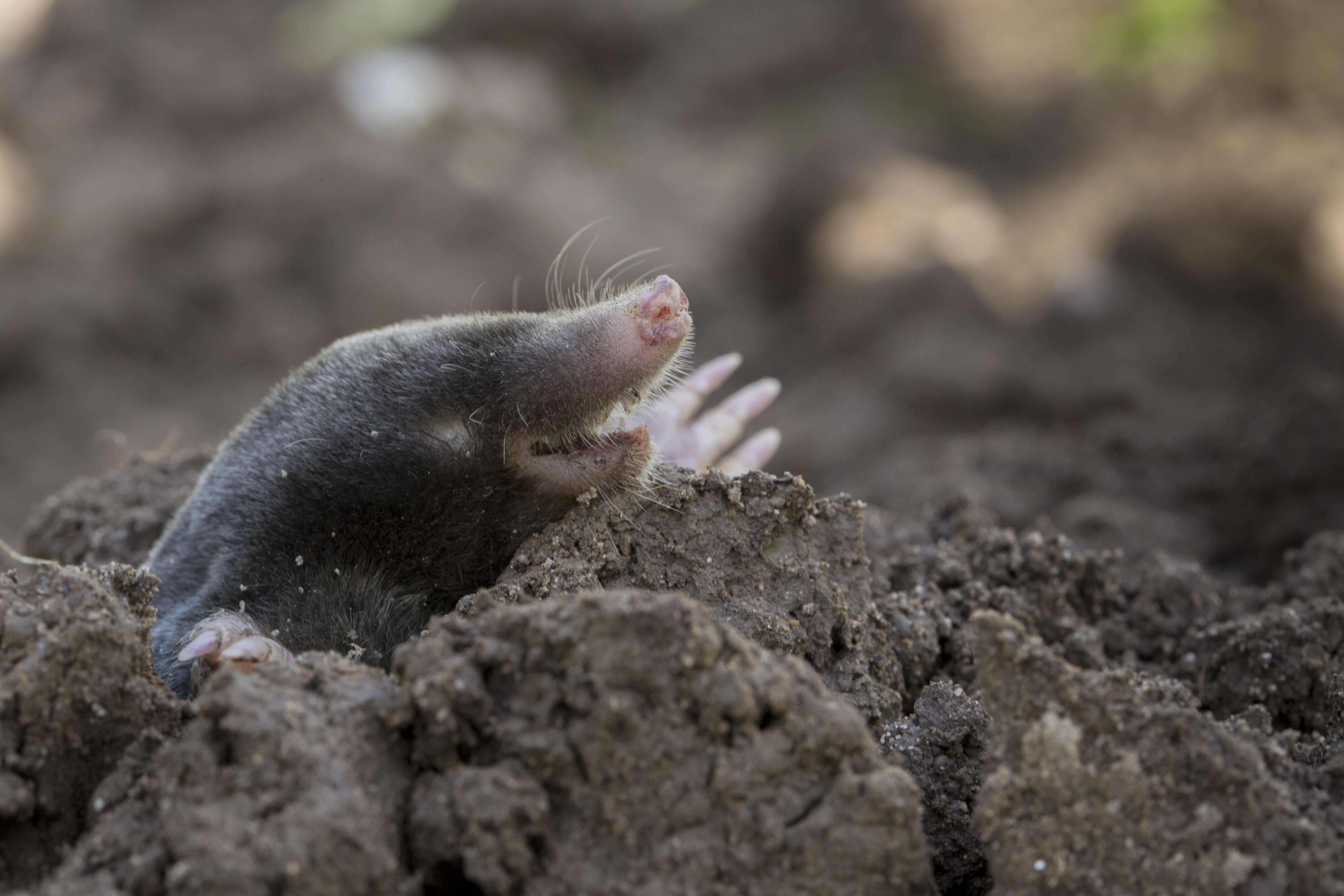
موش کور برخاسته از خاک

موش کورها دارای چشمان کوچک و پوشیده شده با خز است و بینایی آنان ضعیف است ولی قادر به تشخیص نور از تاریکی هستند.
آنها چون تقریباً تمام عمرشان را در زیرزمین تاریک زندگی می‌کنند و به دلیل خاکی که حاصل از کندن تونل هاست چشمانشان را می‌بندند، پس احتمالاً این ضعف بینایی به دلیل کاهش تدریجی عدم استفاده از چشم است.
- موش کورها گوش خارجی ندارند و بینایی بسیار ضعیفی دارند، اما در عوض دارای حس لامسهٔ عالی و حس بویایی فوق‌العاده قوی استریو هستند.[۱۰]

## تولید مثل
اکثر گونه‌های موش کورها منفرد و منزوی هستند، آن‌ها در طول سال فقط یک بار جفت‌گیری می‌کنند و باقی سال در تونل‌هایشان تنها زندگی می‌کنند (اکثر گونه‌ها). در طول فصل جفت‌گیری، نرها برای جستجوی ماده‌ها تونل‌های خود را گسترش می‌دهند. در طول ماه‌های تولید مثل ممکن است که نرها مسافت قابل توجهی (تا نیم مایل) را برای پیدا کردن همسران طی کنند. آنها در تونل‌های موجود حرکت می‌کنند و اگر تونلی در دسترس نباشد، تونل‌های جدیدی را حفر می‌کنند. فصل کوتاه تولید مثل آنها در اوایل بهار است (مارس تا مه) در این مدت تقریباً تمام موش کورهای ماده باردار هستند. بارداری چهار هفته طول می‌کشد. به‌طور معمول نوزادان در اواسط تا اواخر آوریل متولد می‌شوند. به‌طور کلی ماده‌ها سالی یک بار حامله می‌شوند. در هر دوره از بارداری بین دو تا هفت موش کور نوزاد متولد می‌شود، نوزادان به صورت نابینا و بدون مو به دنیا می‌آیند. چشم‌ها در ۲۲ روزگی شروع به باز شدن می‌کنند. نوزادان به سرعت رشد می‌کنند و در ۳۳ روزگی تا ۴۰ روزگی شروع به ترک لانه می‌کنند و برای خودشان مستقل تونل می‌زنند و قلمرو خود را در حدود سی متری محل تولد تشکیل می‌دهند. به‌طور کلی آنها در حدود پنج یا شش هفته پس از تولد کاملاً مستقل می‌شوند و در ده ماهگی به بلوغ جنسی می‌رسند و در اولین بهار تولید مثل می‌کنند.

## خاک

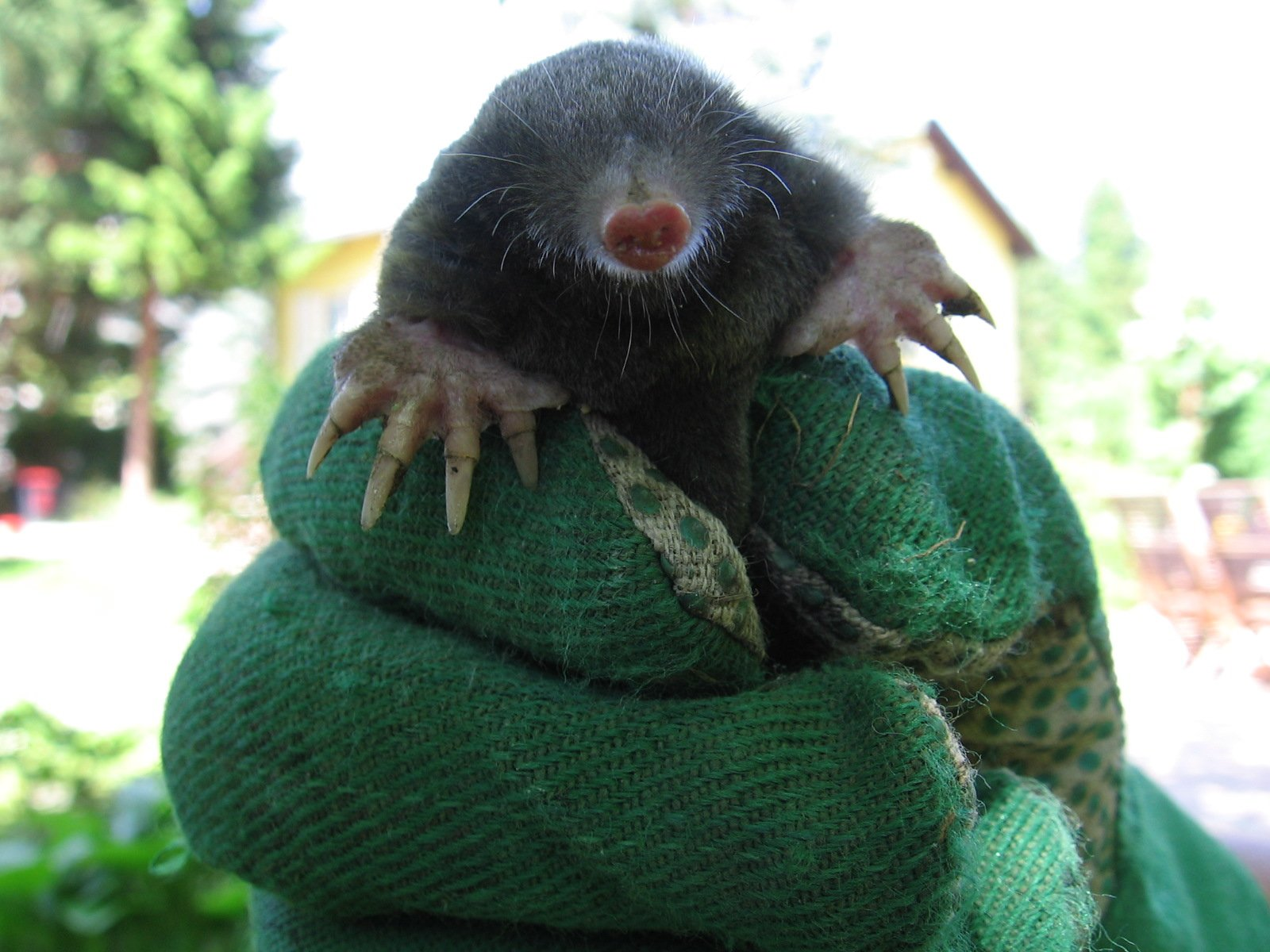
گرفتن موش کور توسط انسان

موش کور از زیررده پستانداران جفت‌دار (Eutheria) راسته حشره‌خوارسانان (Insectivora) و خانواده‌ حفاران (Talpidae) از میان پستانداران جانوری خاکزی است. آنها چشم‌هایی تحلیل رفته دارند. 
موش کور با دست و پای نیرومند خود با کندن سوراخ‌های گوناگون و دالان‌های دراز در خاک که گاهی تا ژرفای یک متری پایین می‌رود، مایه بهبود تهویه و زهکشی خاک می‌شود. این جانور در آمیختن نیمرخ خاک و یکنواخت کردن ان کارایی دارند.
خوراک این موش‌ها بیشتر کرم خاکی است. آن‌ها همچنین از لارو حشرات، کنه‌ها، هزارپایان، تنندوها و نرم‌تنان تغذیه می‌کنند و در کاهش افت‌ها بسیار سودمند هستند.
فراوانی موش کور در چمنزارهای همیشه سبز و جنگل‌های پهن برگ با خاکهای آهکی بسیار بالا است. این موش در جنگل‌های سوزنی برگ، تورب زارها و کشتزارها نیز با فراوانی کمتری دیده می‌شوند؛ بنابراین پیامد زندگی و کارکرد آن‌ها در خاک می‌تواند بهم ریختن نیمرخ خاک و یکنواخت کردن ان، افزایش فرسایش خاک یا پوک کردن ان، خوردن جانوران سودمند و زیانمند خاک و همچنین افزایش گونه‌های علفی با ریشه‌های افشان و کاهش گونه‌های درختی در جنگل‌های پهن برگ باشد.